# 蒙赞巴诺
蒙赞巴诺（義大利語：Monzambano），是意大利曼托瓦省的一个市镇。总面积29平方公里，人口4830人，人口密度166.6人/平方公里（2009年）。国家统计（ISTAT）代码为020036。